# Hyalinobatrachium mondolfii
Hyalinobatrachium mondolfii és una espècie de granota que viu a Veneçuela i, possiblement també, a la Guaiana.
Està amenaçada d'extinció per la pèrdua del seu hàbitat natural.